# Ришон ле-Цион (титул)

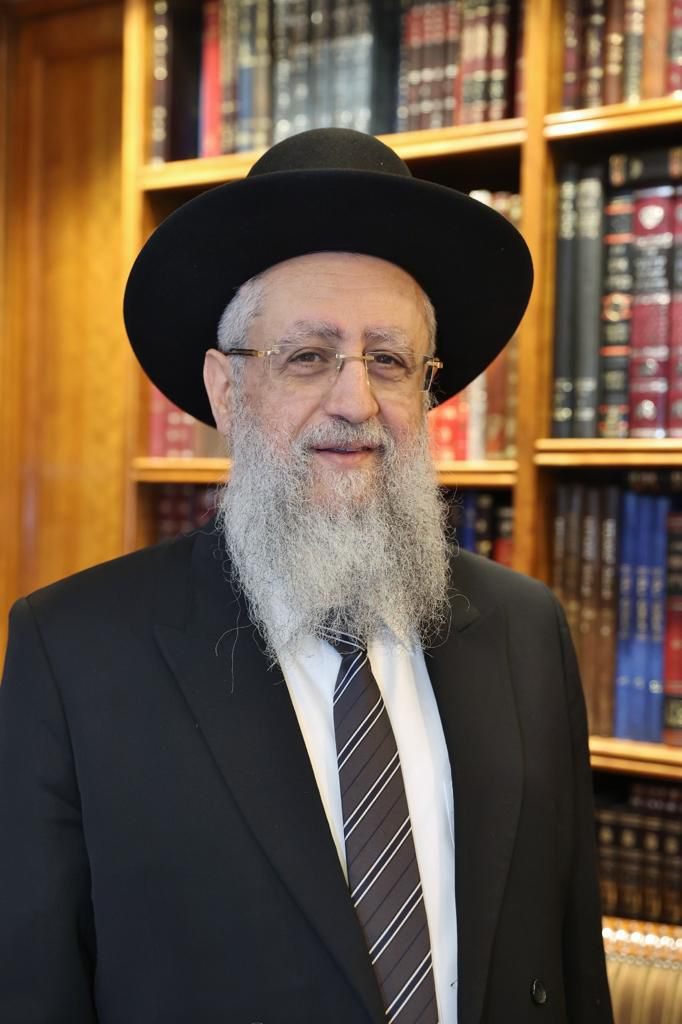
Раввин Давид Йосеф, главный сефардский раввин Израиля.

Ришо́н ле-Цио́н (ивр. ראשון לציון‎ «Первый Сиону») — титул главного сефардского раввина.

## Описание
Титул описывается в Книге пророка Исаии «Я первый сказал Сиону: „вот оно!“ и дал Иерусалиму благовестника» (Ис. 41:27).

## Список раввинов

### До основания главного раввината
Раввины, носившие титул до основания Главного раввината:
- Раввин Моше Галанти — (1665)
- Раввин Моше бен Шломо ибн Хабиб — (1689)
- Раввин Авраам бен Давид Ицхаки — (1715)
- Раввин Элиэзер Нахум — (1730)
- Раввин Ниссим Хаим Моше Мизрахи — (1745)
- Раввин Исраэль Яков Альгази — (1754)
- Раввин Рафаэль Меюхас — (1756)
- Раввин Хаим Рафаэль бен Ашер — (1771)
- Раввин Йом Тов Альгази — (1782)
- Раввин Моше Йосеф Мордехай Меюхас — (1802)
- Раввин Яаков Моше Айяш — (1806)
- Раввин Яков Кораль — (1817)
- Раввин Рафаэль Йосеф Хазан — (1818)
- Раввин Йом Тов Данон — (1821)
- Раввин Шломо Моше Сузин — (1824)
- Раввин Йона Моше Навон — (1836)
- Раввин Йехуда Навон (1841)
- Раввин Хаим Авраам Гагин — (1842)
- Раввин Ицхак Ково — (1848)
- Раввин Хаим Ниссим Абулафия — (1854)
- Раввин Хаим Давид Хазан — (1861)
- Раввин Авраам Ашкенази — (1869)
- Раввин Рафаэль Меир Панижель — (1880)
- Раввин Яков Шауль Элисар — (1893)
- Раввин Яков Меир — (1906)
- Раввин Элияху Моше Панижель — (1907)
- Раввин Нахман Батито — (1909)
- Раввин Моше Йехуда бен Йосеф Франко — (1912)
- Раввин Ниссим Йехуда Данон — (1915)
- Раввин Хаим Моше Элисар — (1919)

### При главном раввинате
Раввины, носившие титул, возглавляя Главный раввинат Израиля:
- Раввин Яаков Меир (1921) — повторно.
- Раввин Бен Цион Меир Хай Узиэль[англ.] (1939)
- Раввин Ицхак Ниссим (1955)
- Раввин Овадья Йосеф (1973)
- Раввин Мордехай Элияху (1983)
- Раввин Элияху Бакши-Дорон (1993)
- Раввин Шломо Амар[англ.] (2003)
- Раввин Ицхак Йосеф (2013)
- Раввин Давид Йосеф[ивр.] (2023)